# La Cicatrice (film, 1976)
Pour les articles homonymes, voir La Cicatrice.
Pour plus de détails, voir Fiche technique et Distribution.
La Cicatrice (Blizna) est un film polonais, réalisé par Krzysztof Kieślowski, sorti en 1976.

## Synopsis
En 1970, dans le cadre de la construction d'une nouvelle usine de produits chimiques, un honnête membre du Parti est chargé de superviser le projet. Il a la volonté de construire un lieu où gens travailleront et vivront bien.

## Fiche technique
- Titre original : Blizna
- Titre français : La Cicatrice
- Réalisation : Krzysztof Kieślowski
- Scénario : Krzysztof Kieślowski, d'après le roman de Romuald Karaś
- Dialogues : Romuald Karaś et Krzysztof Kieślowski
- Décors : Andrzej Płocki
- Photographie : Sławomir Idziak
- Son : Michał Żarnecki
- Montage : Krystyna Górnicka
- Musique : Stanisław Radwan
- Production : Tor Production (Pologne)
- Directeur de production : Zbigniew Stanek
- Pays d'origine :  Pologne
- Format : Couleur - 35 mm
- Genre : Drame
- Durée : 104 minutes
- Dates de sortie :
  - Pologne : 6 décembre 1996
  - France : 18 juin 1997

## Distribution
- Franciszek Pieczka : Bednarz, directeur de l'usine
- Jerzy Stuhr : l'adjoint de Bednarz
- Stanisław Michalski : une collègue de Bednarz
- Halina Winiarska : la femme de Bednarz
- Joanna Orzeszkowska : la fille de Bednarz
- Stanisław Igar : le ministre
- Agnieszka Holland : la secrétaire de Bednarz
- Mariusz Dmochowski
- Jan Skotnicki
- Michał Tarkowski